# Chryplyn
Chryplyn (ukrainisch und russisch Хриплин; polnisch Chryplin) ist ein Dorf im Rajon Iwano-Frankiwsk in der Oblast Iwano-Frankiwsk in der Ukraine. Es wurde erstmals 1436 erwähnt. Chryplyn gehört zur städtischen Hromadas Iwano-Frankiwsk

## Geografie
Das Dorf liegt direkt neben der Stadt Iwano-Frankiwsk auf der anderen Seite des Flusses Bystryzja Nadwirnjanska, der eine natürliche Grenze des Dorfes im Westen und Nordwesten bildet. Die östliche Grenze des Dorfes wird von einer Bahnstrecke gebildet. Südlich von Chryplyn liegt das Dorf Tschernijiw.

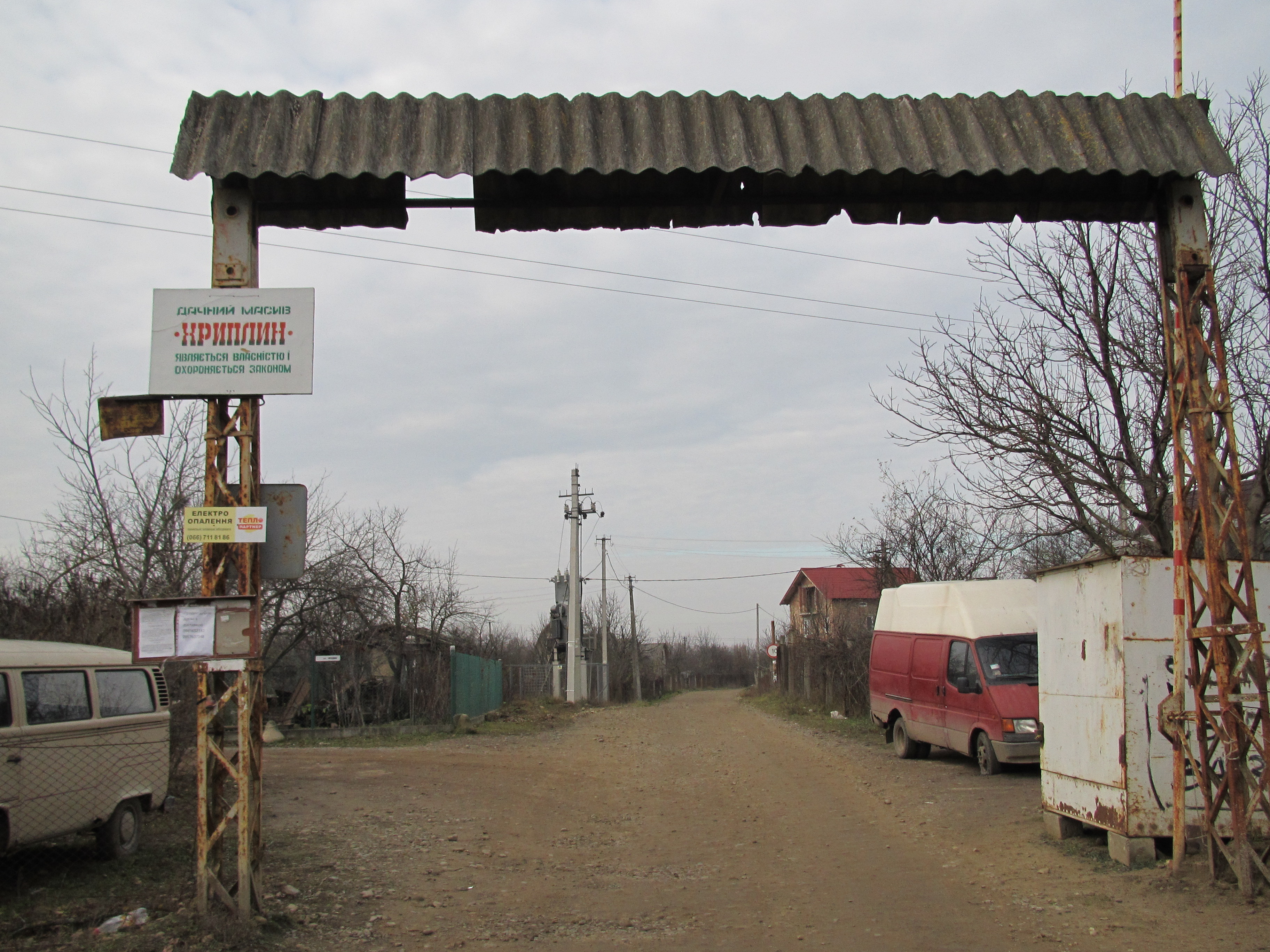
Landgut Chryplyn

Das Dorf besteht aus einer Siedlung, die an einer Hauptstraße liegt und einer Siedlung weiter westlich, näher am Ufer des Flusses Bystryzia. Die beiden Siedlungen werden durch den Nebenfluss Mlyniwka der Bystryzia getrennt.

## Geschichte
Chryplyn wurde 1436 ersterwähnt. In der Zweiten Polnischen Republik war die Stadt bis 1934 Sitz einer Landgemeinde, danach gehörte sie zur Gmina Czerniejów im Powiat Stanisławowski der Woiwodschaft Stanisławów.
Am 12. Juni 2020 wurde das Dorf ein Teil neu gegründeten Stadtgemeinde Iwano-Frankiwsk; bis dahin bildete es die Landratsgemeinde Chryplyn (Хриплинська сільська рада/Chryplynska silska rada) im Süden der Stadt Iwano-Frankiwsk als Teil der Stadtratsgemeinde.
Seit dem 17. Juli 2020 ist sie ein Teil des Rajons Iwano-Frankiwsk.

## Demografie
Laut der Volkszählung von 2001 hatte Chryplyn 1887 Einwohner. Davon waren 99,47 % ukrainischsprachig.

## Verkehr
Der Bahnhof Chryplyn ist ein wichtiger Bahnhof Iwano-Frankiwsks. Von Iwano-Frankiwsk fahren die Züge entweder nach Kolomyja und weiter nach Czernowitz oder nach Nadwirna und weiter zur rumänischen Grenze.

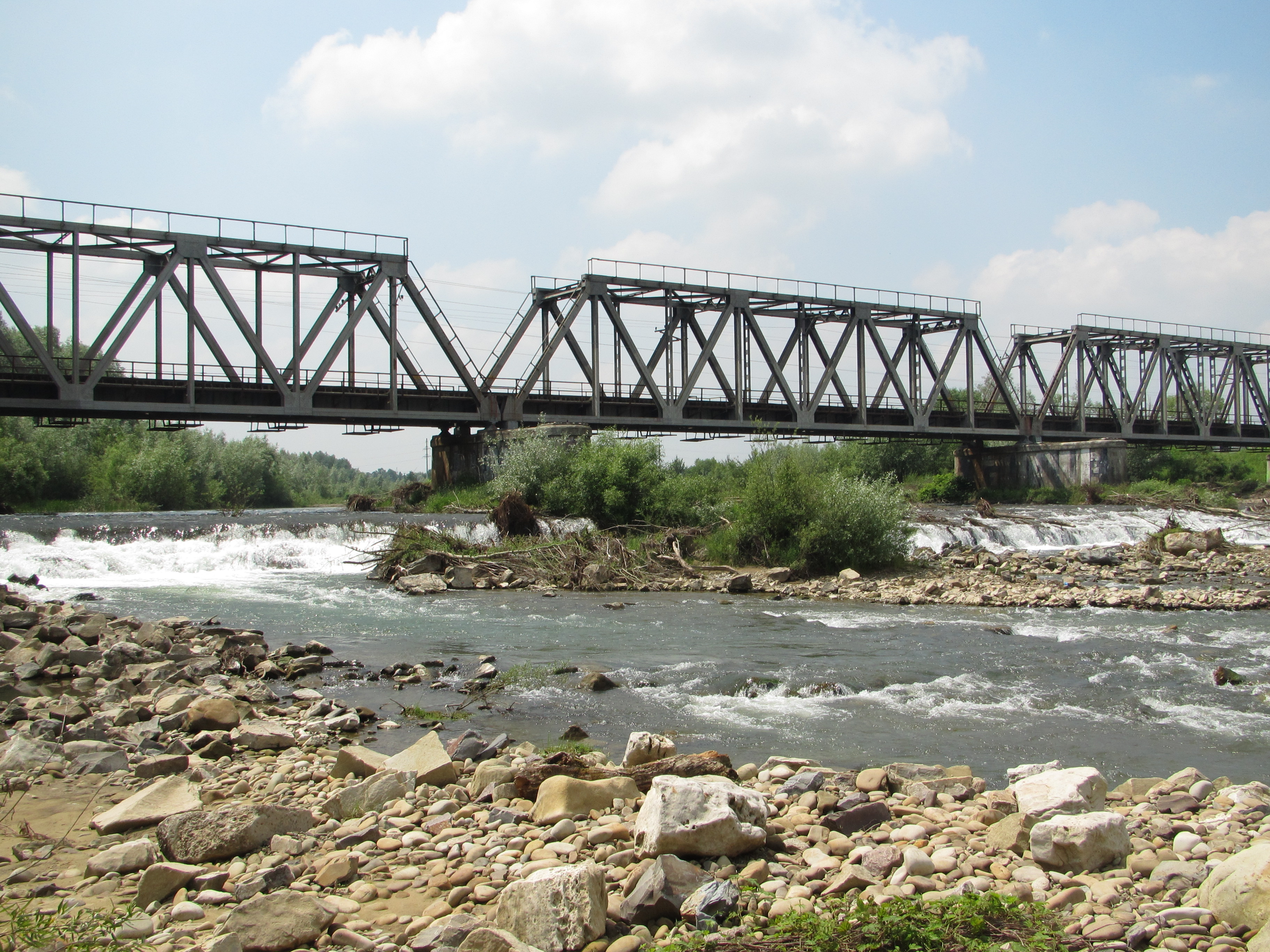
Bahnbrücke

Chyplyn liegt an den Bahnstrecken Sighetu Marmației–Iwano-Frankiwsk, Lwiw–Tscherniwzi und Butschatsch–Jarmolynzi.

## Persönlichkeiten
- Grigoriy Petryschyn (1800–1850), Politiker
- Stepan Burdin (1911–1947), Soldat
- Dmytro Gach (1919–1945), Soldat